# Cosmia moderata
Cosmia moderata là một loài bướm đêm trong họ Noctuidae.